# Wind of Change (musikalbum)
Wind of Change är det första albumet av Peter Frampton, släppt 1972.

## Låtlista
Samtliga låtar skrivna av Peter Frampton, om annat inte anges.
1. "Fig Tree Bay" - 3:36
2. "Wind of Change" - 3:05
3. "Lady Lieright" - 2:56
4. "Jumpin' Jack Flash" (Mick Jagger/Keith Richards) - 5:20
5. "It's a Plain Shame" - 3:14
6. "Oh for Another Day" - 3:53
7. "All I Wanna Be (Is by Your Side)" - 6:36
8. "The Lodger" - 5:44
9. "Hard" - 4:30
10. "Alright" - 4:26

## Medverkande
- Peter Frampton - gitarr, bas, keyboard, munspel, ledsång och talkbox
- Billy Preston - piano, orgel, minimoog, munspel och bakgrundssång
- Klaus Voormann - bas
- Ringo Starr - trummor